# Trachea

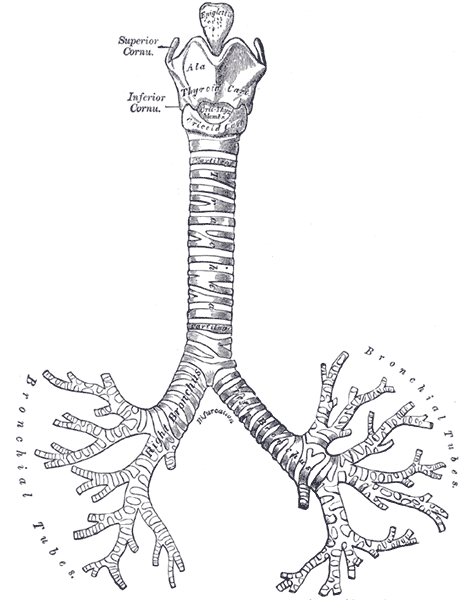
Trachea, tra laringe e bronchi

La trachea è un organo dell’apparato respiratorio, la cui funzione primaria è trasferire l’aria dall’esterno ai polmoni, ripulendola e umidificandola. Morfologicamente è un condotto impari e mediano; fa parte delle vie aeree inferiori insieme alla laringe che la precede e ai bronchi che la seguono. È un viscere cavo tubulare che da C6 si espande fino a T4, dove si divide nei due bronchi principali (destro e sinistro) in un punto denominato carena, sfocianti nei rispettivi polmoni.

## Descrizione
La trachea ha la forma di un tubo semirigido e lungo circa 12cm formato da una serie di anelli cartilaginei, aperti dorsalmente, uniti tra loro da tessuto connettivo.
È costituita da 15-20 anelli di tessuto cartilagineo sovrapposti, ricoperti da tessuto fibroso con regolari intervalli, chiamati legamenti anulari, formati dallo stesso tessuto che ricopre gli anelli. La peculiarità di questi ultimi risiede nell'incompletezza situata posteriormente, ciò implica la presenza di una parete muscolare che permette l'espansione dell'esofago al momento della deglutizione; essendo essa a stretto contatto con quest'ultimo, tale movimento è permesso dalla presenza di una tonaca muscolare interna alla parete. Essa presenta, inoltre,  una tonaca mucosa esterna ben visibile a causa delle estroflessioni causate da essa, rivestita principalmente da un epitelio di tipo respiratorio. 
All'interno troviamo un epitelio di rivestimento ciliato che prende il nome di epitelio respiratorio (formato da ciglia) e sono presenti inoltre delle ghiandole mucose, di tipo tubuloacinoso composte, le quali presentano adenomeri ricoperti da una tonaca sottomucosa.
A livello di T4 si sdoppia nei bronchi principali destro e sinistro (carena tracheale). Qui ha rapporto con l’arco dell’aorta, che scavalca da dietro il bronco di sinistra e la cui faccia posteriore entra in contatto con la trachea distale anteriore. La trachea entra inoltre in contatto con l'istmo della tiroide nella regione cervicale anteriore, col fascio vascolo-nervoso del collo, col tronco brachiocefalico, arteria carotide comune sinistra, l’arteria succlavia sinistra e la vena cava superiore.

## Fisiologia
Le ciglia presenti nella trachea, dette ciglia vibratili, si muovono in senso caudo craniale, insieme al muco filtrano le sostanze introdotte attraverso la respirazione; il muco intrappola il pulviscolo atmosferico (polvere, polline, batteri, ecc...) in modo che le vie aeree vengano tenute pulite. Il muco prodotto deve essere eliminato, quindi portato verso l'alto; questo processo avviene spingendo il muco verso la laringe e poi verso l'epiglottide quindi caricato nell'esofago e spinto verso lo stomaco. Quest'organo contiene i succhi gastrici che eliminano il muco.
Termina a livello mediastinico dividendosi nei 2 bronchi polmonari principali destro e sinistro.

## Patologia
Respirando aria fredda le ciglia rallentano la loro attività, sfavorendo il movimento del muco, il quale si accumula.
Se queste strutture sono infiammate il muco prodotto rimane nella trachea, diventando un mezzo di coltura per i batteri.

## Diagnosi
È esplorabile mediante video-tracheoscopia (con strumento a fibre ottiche flessibile) o mediante tracheoscopia con strumento rigido.